# Virginio Colombo
Virginio Colombo (* 22. Juli 1884 in Mailand, Italien; † 22. Juli 1927 in Buenos Aires, Argentinien) war ein italienischer Architekt, dessen Werke in Buenos Aires stehen.

## Leben
Virginio Colombo war der Sohn des Eisenschmieds Giuseppe Colombo (* 7. Juni 1845; † 22. Dezember 1903 in Mailand, Italien) und von Isabella Roveda (* 1. Februar 1851 in Melzo, Italien; † 29. Juli 1906 in Mailand, Italien). Er studierte bis zum Tod des Vaters an der Accademia di Brera. 1906 wanderte er nach Buenos Aires aus, um am Bau des Justizpalastes mitzuwirken.
Virginio Colombo heiratete am 31. Oktober 1908 Raquel Giovanola. Zusammen hatten sie drei Kinder, von denen eines früh verstarb. Zu Beginn wohnten sie mit der Familie Giovanola in einem Haus. 1909 errichtete Colombo, zusammen mit seinem Schwiegervater César Giovanola, die Casa Raquel im Stadtteil Flores.
Der mailändische Architekt baute oder modifizierte um die 50 Gebäude in Buenos Aires. Nach den Arbeiten am Justizpalast arbeitete er im Atelier der Ingenieure Maupas und Jáuregui. Mit ihnen zusammen errichtete Colombo zwei Pavillons auf der Jahrhundertausstellung 1910 in der argentinischen Hauptstadt.

## Werk
Das Werk von Virginio Colombo kann in zwei Phasen eingeteilt werden. Zu den Frühwerken, die sich am Liberty Stil orientieren, zählen die Casa Raquel, die Casa Calise 1 oder das Vereinsgebäude Societá Unione Operai Italiani.
Den Wendepunkt stellt die Casa Carú dar.
Zu den bekanntesten Spätwerken zählen die Casa Lagomarsino oder die Casa Benarós.

## Links
- Virginio Colombo Arquitecto Blog von Alejandro Machado
- carocolombo.blogspot.com.ar
- La fascinante historia de Virginio Colombo, el arquitecto artista. perfil.com 2021-05-17

| Personendaten    | Personendaten           |
| ---------------- | ----------------------- |
| NAME             | Colombo, Virginio       |
| KURZBESCHREIBUNG | italienischer Architekt |
| GEBURTSDATUM     | 22. Juli 1884           |
| GEBURTSORT       | Mailand                 |
| STERBEDATUM      | 22. Juli 1927           |
| STERBEORT        | Buenos Aires            |